# 星空のSpica
「星空のSpica」（ほしぞらのスピカ）は、田村ゆかりの12枚目のシングル。2007年5月9日にキングレコードから発売された。

## 概要
「星空のSpica」は、ストリングスを打ち出した曲になっており、曲のイメージについて、田村本人、作詞者の椎名可憐曰く「かっこいい素敵な曲」「大人っぽい田村ゆかりの曲」とのこと。また、TVスポット用の映像はあるものの、フルサイズのPVは制作されていない。なお初回盤はデジパック仕様になっている。
このシングルから、コナミデジタルエンタテインメントからキングレコード（VC制作部担当）へ移籍している。
『A&Gメディアステーション こむちゃっとカウントダウン』では、田村の『魔法少女リリカルなのはシリーズ』のタイアップ曲としては初めて1位を獲得し、連覇を達成した。
2019年3月1日には、ソニー・ミュージックエンタテインメントのアニメソング人気投票キャンペーン「平成アニソン大賞」において声優ソング賞（2000年 - 2009年）に選出された。

## 収録曲
1. 星空のSpica [4:45]
作詞：椎名可憐、作曲・編曲：太田雅友
  - テレビアニメ『魔法少女リリカルなのはStrikerS』前期エンディングテーマ
2. Sensitive Venus [4:20]
作詞：渡邉美佳、作曲・編曲：Dux
  - インターネットラジオ『喫茶 黒うさぎ〜秘密の小部屋〜』オープニングテーマ（2007年5月25日 - 12月13日）
3. Melody [4:06]
作詞・作曲・編曲：田中隼人
  - 文化放送系ラジオ『田村ゆかりのいたずら黒うさぎ』オープニングテーマ（2007年4月〜2008年1月）
  - インターネットラジオ『喫茶 黒うさぎ〜秘密の小部屋〜』エンディングテーマ（2007年5月25日 - 12月13日）

## 収録アルバム
| 曲名        | アルバム                       | 発売日         | 備考                  |
| ----------- | ------------------------------ | -------------- | --------------------- |
| 星空のSpica | 『十六夜の月、カナリアの恋。』 | 2007年5月9日   | 6thオリジナルアルバム |
| 星空のSpica | 『Everlasting Gift』           | 2012年10月17日 | 3rdベストアルバム     |